# 圣宗徒堂 (那不勒斯)
圣宗徒堂（Chiesa dei Santi Apostoli）是一座罗马天主教教堂，巴洛克建筑，位于意大利那不勒斯。 

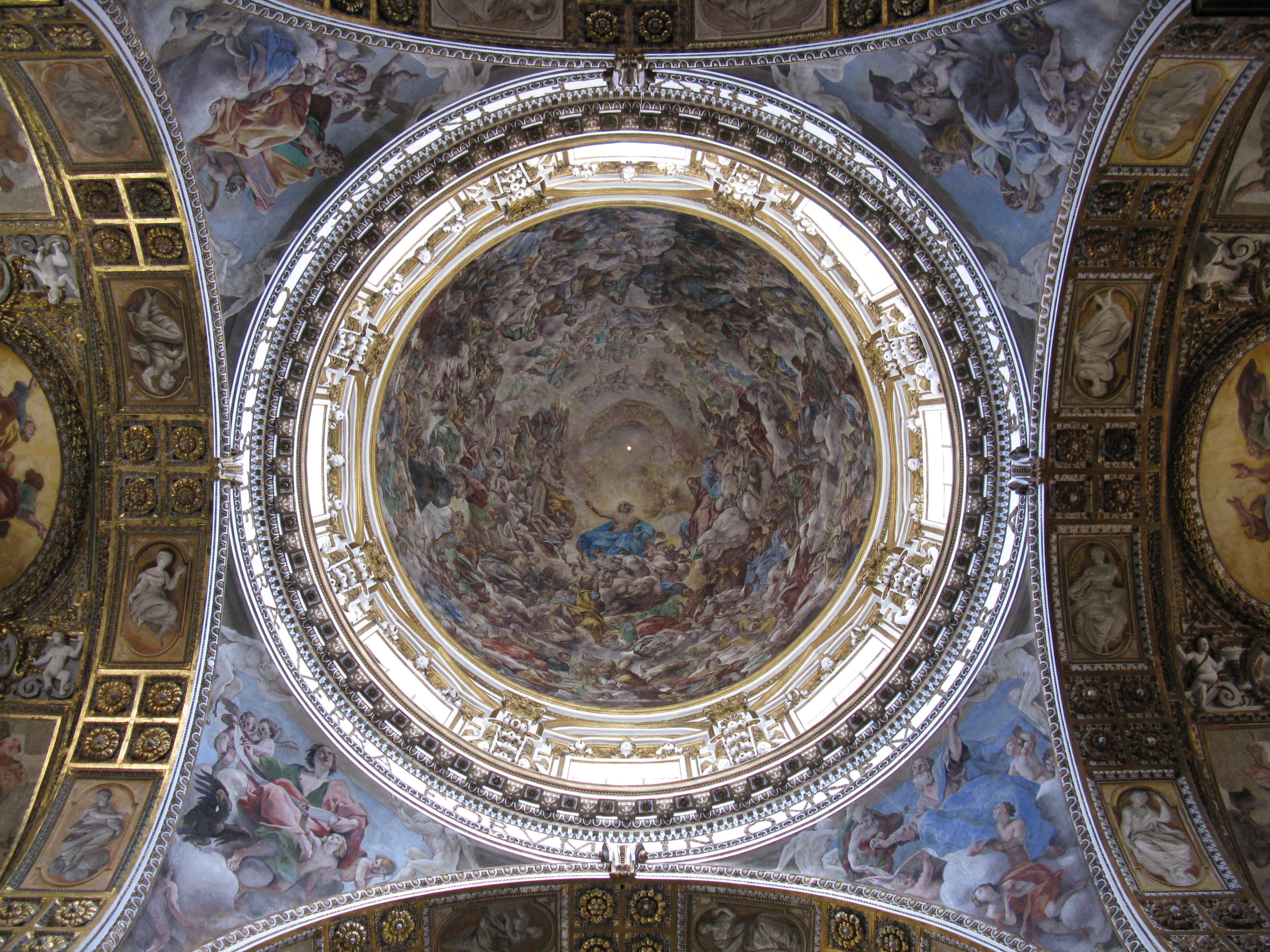
圆顶

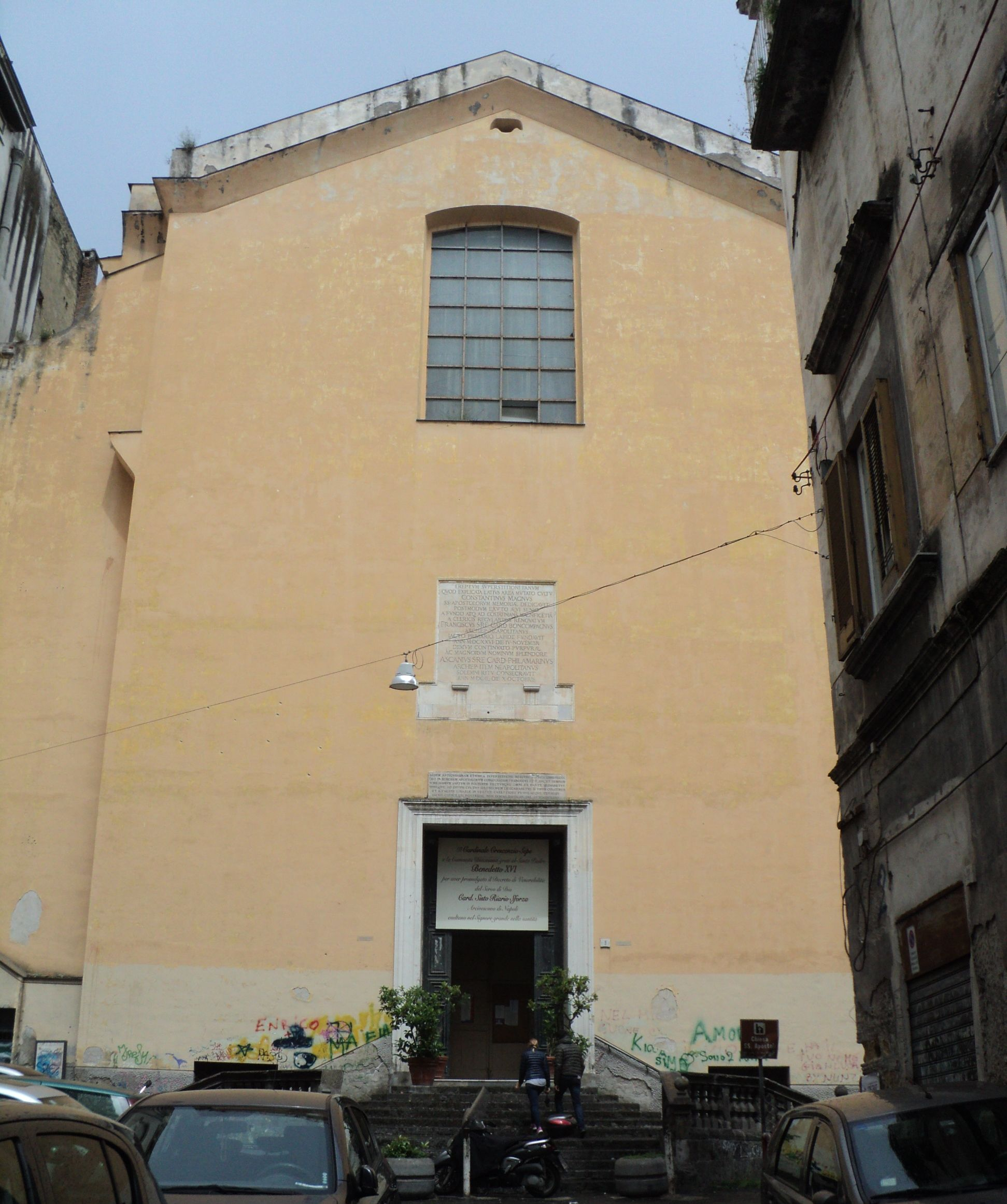
立面

该堂据说由君士坦丁大帝修建在罗马神庙的顶上。后由卡拉乔洛家族修复，1570年归属Theatine修会。到1590年，由弗朗切斯科·格里马尔迪设计相邻的修道院。在17世纪初重建。在19世纪，修会解散，管理者改变。
天花板壁画由乔瓦尼·兰弗兰科绘于17世纪40年代，包括《圣多默宗徒殉教》、《圣巴尔多禄茂殉教》、《圣玛窦殉教》、《圣史若望殉教》等。
圆顶的大型壁画《天堂》（1684），以及圣弥额尔小堂的壁画均为Giovanni Battista Benasca所绘。圣弥额尔小堂也有卢卡·焦尔达诺的作品。Filomarina 小堂的祭台在正祭台的右侧，由弗朗切斯科·博罗米尼设计（1647年）。